# Уиски, танго, фокстрот
„Уиски, танго, фокстрот“ (на английски: Whiskey Tango Foxtrot) е американска биографична военна трагикомедия от 2016 г. на режисьора Глен Фикара и Джон Рекуа, по сценарий на Робърт Карлок. Базиран е на мемоарната книга „The Taliban Shuffle: Strange Days in Afghanistan and Pakistan“ от Ким Бейкър. Във филма участват Тина Фей, Марго Роби, Мартин Фрийман, Кристофър Абът, Алфред Молина и Били Боб Торнтън. Филмът е пуснат на 4 март 2016 г. от „Парамаунт Пикчърс“.